# Morten Friis
Morten Friis (Dinamarca, 21 de agosto de 1968) es un compositor, músico y actor danés.

## Biografía
Hijo de John Friis, en 1992 se graduó en la Real Academia Danesa de Música, especializándose en percusión y dirección orquestal. Conocido por ser miembro del grupo musical Safri Duo, es también el compositor del sencillo Played-a-live, tema que compuso junto con Uffe Savery.
Ha colaborado en la canción Samb-Adagio, bajo el álbum Episode II y The Bongo Song. Por último es conocido por su papel en varias películas; Los imprevistos del amor (2014), M/S Romantic (2019) y Anja & Viktor (2001).

## Discografía
- 2001: Played-A-Live
- 2010: Helele
- 2003: Rise
- 2023: Crynical
- 2003: All the People in the World
- 2001: Snakefood
- 2001: Samb Adagio
- 2001: A Gusta
- 2008: Copus Rex
- 2004: Ritmo De La Noche
- 2004: Knock on Wood
- 2001: Adagio